# Gynoplistia weiri
Gynoplistia weiri är en tvåvingeart som beskrevs av Günther Theischinger 1994. Gynoplistia weiri ingår i släktet Gynoplistia och familjen småharkrankar. Inga underarter finns listade i Catalogue of Life.